# Cantàrids
Els cantàrids (Cantharidae) són una família de coleòpters polífags de la superfamília dels Elateroidea. Tenen el cos tou i acostumen a viure sobre la vegetació. Estan relacionats amb la família dels lampírids (cuques de llum), però a diferència d'aquest no produeixen llum. Tenen una distribució cosmopolita. Històricament van ser ubicats dins la superfamília Cantharoidea, avui obsoleta.

## Taxonomia
Segons Bouchard et al., els cantàrids inclouen 10 subfamílies, una d'aquestes extingida, amb unes 5100 espècies distribuïdes en 160 gèneres:
- Subfamília Cantharinae Imhoff, 1856
- Subfamília Silinae Mulsant, 1862
- Subfamília Dysmorphocerinae Brancucci, 1980
- Subfamília Malthininae Kiesenwetter, 1852
- Subfamília Chauliognathinae LeConte, 1861
- Subfamília Cydistinae Paulus, 1972
- Subfamília Pterotinae LeConte, 1861
- Subfamília Ototretinae McDermott, 1964
- Subfamília Ototretadrilinae Crowson, 1972
- Subfamília Lasiosynidae † Kirejtshuk, Chang, Ren and Kun, 2010

### Alguns gèneres
- Absidia
- Absidiella
- Asilis
- Athemus
- Bactrocantharis
- Belotus
- Caccodes
- Cantharis
- Chauliognathus
- Compsonycha
- Cordylocera
- Crudosilis
- Dichelotarsus
- Discodon
- Frostia
- Hatchiana
- Ichthyurus
- Kandyosilis
- Laemoglyptus
- Lycocerus
- Malthinellus
- Malthinus
- Malthodes
- Malthomethes
- Metacantharis
- Microichthyurus
- Micropodabrus
- Mimopolemius
- Neoontelus
- Phytononus
- Plectonotum
- Podabrinus
- Podabrus
- Podosilis
- Polemius
- Prosthaptus
- Prothemus
- Pseudoabsidia
- Rhagonycha
- Silis
- Sogdocantharis
- Sphaerarthrum
- Symphyomethes
- Telephorus
- Themus
- Troglomethes
- Tryphenis
- Trypherus
- Tylocerus
- Tytthonyx